# آتلانتا (مجموعه تلویزیونی)

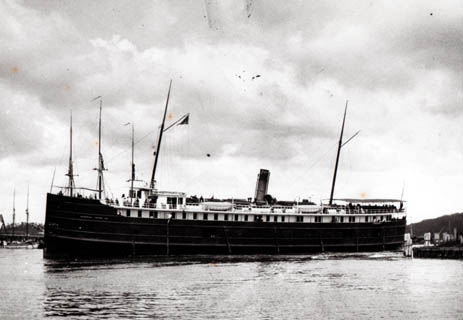
آتلانتا (مجموعه تلویزیونی)

آتلانتا سریال کمدی-درام محصول آمریکا است که توسط دونالد گلاور برای شبکه FX ساخته شده است. این سریال در 6 سپتامبر 2016 به نمایش درآمد و برای فصل سوم و چهارم تمدید شد و قرار است در سال 2021 پخش شود. در این سریال گلاور نقش ارنست "ارن" مارکس را ایفا می کند، که از دانشگاه ترک تحصیل کرده و مسئولیت مدیر برنامه پسر عموی خود آلفرد (برایان تیری هنری) معروف به "Paper Boi" را بر عهده می گیرد، رپری که تلاش می کند جای پای خود را بین رپرهای معروف آتلانتا باز کند. همچنین در این سریال لاكیت استنفیلد و زازی بیتز هم بازی می كنند.
آتلانتا مورد تحسین منتقدان قرار گرفته و موفق به کسب افتخارات مختلفی شده است، از جمله دو جایزه گلدن گلوب به عنوان بهترین سریال های تلویزیونی - موزیکال یا کمدی و بهترین بازیگر نقش اول مرد - مجموعه تلویزیونی موزیکال یا کمدی برای گلاور و دو جایزه امی ساعات پربیننده برای بازیگر نقش اول در یک سریال کمدی و کارگردانی برجسته برای یک سریال کمدی را از آن خود کرده است. جایزه امی گلاور برای کارگردانی برجسته یک سریال کمدی، اولین بار بود که به یک آفریقایی-آمریکایی اعطا شد و کار او به عنوان نویسنده و تهیه کننده اجرایی سریال مورد ستایش قرار گرفت.

## داستان
این سریال ارن (دونالد گلاور) را در طول زندگی روزمره اش در آتلانتا، جورجیا دنبال می کند که سعی دارد زندگی خود را در برابر چشمان دوست دختر سابق خود، که مادر دخترش است، و همچنین پدر و مادرش و پسر عمویش آلفرد (برایان تیری هنری)، که رپری با نام هنری "Paper Boi" است سروسامان دهد. با ترک تحصیل از دانشگاه پرینستون، ارن هیچ پول و خانه ای ندارد و در نتیجه مدام در حال جابجایی بین والدینش و دوست دخترش است. هنگامی که متوجه میشود پسر عمویش در آستانه ستاره شدن است، ناامیدانه به دنبال برقراری ارتباط مجدد با او میرود، بلکه بتواند سبب بهبود زندگی خود و دخترش لاتی شود.

## بازیگران و شخصیت ها
- دونالد گلاور در نقش ارنست "ارن" مارکس، 30 خورده ای ساله، دانشجوی انصرافی پرینستون که میخواهد مدیر برنامه پسر عموی رپر خود Paper Boi شود. ارن فردی بدبین ولی بسیار باهوش است، با این حال اغلب تصمیمات بی پروا می گیرد. او در طول سریال با بی خانمانی متناوب و فقر دست و پنجه نرم می کند.
- برایان تایری هنری در نقش آلفرد "پیپر بوی" مایلز، پسر عموی ارن، و خواننده رپ آینده دار از یک قشر کم درآمد، که در حالی که با شهرت جدید خود به عنوان "Paper Boi" پیشروی میکند، علائم افسردگی و معضل اخلاقی را از خود نشان می دهد.
- لاكیت استنفیلد در نقش داریوس اپس، دست راست عجیب و غریب و خیالباف آلفرد. او از نسل اول نیجریه ای-آمریکایی، و علاقه مند به اسلحه است.
- زازی بیتز در نقش ونسا کیفر، دوست دختر ارن و مادر دخترشان لاتی. ون معلم علوم سابق مدرسه ابتدایی است. او  از دو نژاد آفریقایی-آلمانی اهل هلن، جورجیا و مسلط به زبان آلمانی است.

## تولید
FX برای اولین بار ساخت سریال را در آگوست 2013 آغاز کرد و سپس اولین قسمت سریال توسط FX Networks در دسامبر 2014  سفارش داده شد. این قسمت به کارگردانی هیرو مورای و در آتلانتا فیلمبرداری شد. نهایتاً با سفارش 10 اپیزودی در اکتبر 2015 به صورت محموعه تلویزیونی گردآوری شد. گلاور که در آتلانتا بزرگ شده و همچنین موسیقیدان نیز می باشد، اظهار داشت که "شهر بر لحن نمایش تأثیر گذاشت".
این سریال همچنین بخاطر داشتن نویسندگان تماماً سیاه پوست قابل توجه است که در تلویزیون آمریکا عملاً سابقه نداشته است. اتاق نویسنده متشکل از خود گلاور، برادرش استفان گلاور و اعضای مجموعه رپ وی از جمله Fam Udeorji (مدیر گلاور)، Ibra Ake (عکاس قدیمی گلاور) و جمال اولوری است. استفانی رابینسون، نویسنده کتاب مرد در طلب زن، و تائوفیک کولاده مجموعه نویسندگان را تشکیل داده اند. گلاور در طی مصاحبه ای با نیویورکر، اظهار داشت كه این شخصیت ها ماریجوانا می كشند زیرا آنها PTSD دارند - هر فرد سیاه پوستی مبتلاست". در ژانویه 2017 ، این سریال برای فصل دوم تمدید شد. با این حال ، FX اعلام کرد که این سریال به دلیل مشغله برنامه تولید گلاور تا سال 2018 باز نخواهد گشت. گلاور فاش کرد که فصل دوم از Tiny Toon Adventures و به طور خاص از How I Spent My Holiday الهام می گیرد.
فصل سوم در ژوئن 2018 اعلام شد، که در ابتدا برای اولین بار در سال 2019 برنامه ریزی شده بود، اما به دلیل تداخل در برنامه ها به تأخیر افتاد. در آگوست 2019 ، FX سریال را برای فصل چهارم تمدید کرد و اعلام کرد که فیلمبرداری فصل سوم و چهارم در اوایل سال 2020 آغاز می شود، و هر فصل شامل هشت قسمت است. در ژانویه 2020 ، FX اعلام کرد که تعداد قسمت های فصل سوم به 10 قسمت افزایش یافته است و برنامه ریزی شده است که هر دو فصل در سال 2021 پخش شود - فصل 3 در ژانویه و فصل 4 بعد از آن سال. همچنین برنامه ریزی شده بود که هر دو فصل با هم فیلمبرداری شود و یکی از این فص ها در خارج از ایالات متحده فیلمبرداری شود. با این حال ، تولید در مارس 2020 به دلیل همه گیری COVID-19 به تعویق افتاد. در 9 سپتامبر سال 2020 ، گزارش شد که آنطور که در ابتدا برنامه ریزی شده بود فصل سوم قادر به اکران در ژانویه 2021 نخواهد بود.